# 菅哲生
菅 哲生（かん てつお、1947年 - ）は、日本の建築家である。株式会社グローバル設計代表。熊本県生まれ。

## 経歴
- 1969年 - 日本大学理工学部建築学科卒業。株式会社石本建築事務所に入社。
- 1976年 - 石本建築事務所を退社。近代建築事務所に取締役で入社。
- 1978年 - 近代建築事務所を退社。株式会社グローバル設計を設立。

## 主な作品
- VICビル・7
- アヴァンセつつじヶ丘
- ウィステリア仙川（I、II、III）
- ウィステリア緑ヶ丘（I、II）
- ヴィバーチェ仙川
- ウエルストンヒルズ
- エクセルハイツIV
- エスデュア
- エスポラルース井上
- エテルノ上原
- エルプセ・フロント
- カーサ・エッチェルサ世田谷
- ガーデンヒルズ
- カッサフォルテ
- カワタケオークビル
- キクヤビル
- グラーレ・バイロイト
- グリーンアベニューII
- サンエービル
- ジョイコート仙川
- ジョイリーフ仙川
- ステイヒルズ仙川
- ソニアグランデ
- デ・リーベ
- ノブナカハラ
- ハーモニー・プラザ
- パール仙川（I、II）
- ハイムスリーエイト
- パルテノン飛鳥（I、アネックス）
- ひなたビル
- ピポット仙川
- ビラ・サルーテ
- プラージュ仙川
- ブロードスクエア仙川
- フローレンス井上
- フロレスタ・ヒルズ
- ベルデスリーエイト
- ボヌール菊野台
- マリオンつつじヶ丘
- マルシェ
- メゾン・スリーエイト
- メゾン21
- メゾン仙川増築工事
- ライフ調布仙川店
- ルーラルコート仙川
- ルネッサンス仙川
- ルミネ丸商
- レシタル仙川
- ローレルハイツ
- 稲川ビル
- 栄和ビル
- 花輪ビル
- 丸藤ビル
- 原田ビル
- 根岸ビル
- 笹本ビル
- 三進ビル
- 調布市つつじヶ丘児童館改修
- 秋山ビル
- 新川ビル
- 青香園ビル
- 仙川S・Sビル
- 仙川アパート
- 仙川ショッピングモール
- 仙川ツインビルA館
- 仙川パティオ
- 川原ビル
- 代一元ビル
- 大平ビル
- 調布市第二浄水場管理棟改修
- 調布市民緑ヶ丘テニスコート
- 調布市立若葉小学校庭設備
- 調布市立図書館若葉分館改修
- 調布市立滝坂小学校
- 調布市立東部保育園・東部公民館児童館改修
- 調布女子学生会館
- 電気の家庭科学ビル
- 渡辺ビル
- 東海銀行つつじヶ丘寮
- 東京三菱銀行仙川支店
- 藤屋ビル
- 藤戸ビル
- 内川ビル
- 南ビル
- 日産サニー新東京販売株式会社フォーラム烏山
- 武蔵第二ビル
- 緑ヶ丘ゲートボール場